# Kris Abrams-Draine
Kris Abrams-Draine (Mobile, 4 ottobre 2001) è un giocatore di football americano statunitense che milita nel ruolo di cornerback per i Denver Broncos della National Football League (NFL).

## Carriera universitaria
Dopo avere disputato cinque partite come wide receiver nella sua prima stagione a Missouri nel 2020, Abrams-Draine passò nel ruolo di cornerback nel 2021. Quell'anno disputò 13 partite, di cui 10 come titolare, con 37 tackle e 3 intercetti. Nel 2022 rimase stabilmente titolare e nel 2023 fu inserito nella formazione ideale della Southeastern Conference (SEC).

## Carriera professionistica

### Denver Broncos
Abrams-Draine fu scelto nel corso del quinto giro (145º assoluto) del Draft NFL 2024 dai Denver Broncos. Nella sua prima stagione mise a segno 9 placcaggi, un intercetto ritornato per 17 yard e 2 passaggi deviati in 5 presenze, di cui una come titolare.